# Krioturbacja
Krioturbacja – mieszanie się poziomych warstw gleby zachodzące w obszarach wilgotnej wiecznej zmarzliny (w jej  warstwie czynnej) w wyniku wielokrotnego zamarzania i rozmarzania gleby. Zwane również deformacjami krioturbacyjnymi. 
Dzięki temu procesowi powstają deformacje gleby takie jak gleby poligonalne, gleby smugowe oraz inwolucje.